# 110 First Look
110 First Look — это 2,2-килограммовый разведывательный робот с габаритами 25х23х10 см. Он способен безболезненно падать с высоты 4,5 метра и погружаться в воду на глубину 90 см, способен преодолевать невысокие преграды и залезать по ступеням.
Осенью 2010 года компания iRobot приняла участие в конкурсе по созданию робота для Пентагона. Условием конкурса являлась разработка и испытание дистанционно управляемого робота, которые бы могли заменить людей в форме в разных опасных ситуациях. В частности, конструкцией аппарата должна быть предусмотрена возможность заброса робота в окно второго этажа с улицы. Полевые испытания образцов будут проводиться в Афганистане.
iRobot 110 FirstLook — это робот для использования в военных операциях (во время проведения очисток зданий, для исследования небольших помещений вроде тоннелей, окопов или дренажных штолен). Он способен перевернуться, если упадёт вверх тормашками, и продолжить запрограммированную миссию.
Робот может проработать в обычном режиме на протяжении 6 часов и 10 часов в режиме стационарной слежки. Максимальная скорость передвижения составляет 5,5 км/час.
Четыре интегрированные камеры с регулируемым разрешением обеспечивают разные углы обзора местности вокруг робота (впереди, сзади и по обеим сторонам). Кроме того, робот оснащён прибором ночного видения.
Управление реализуется за счёт наручного дисплея.